# Współczynnik poświęcenia
Współczynnik poświęcenia – wielkość wyrażająca stosunek zmniejszenia produkcji (w wartościach bezwzględnych lub jako % PKB) spowodowanego walką z inflacją do spadku inflacji. Stanowi zatem cenę dezinflacji w przeliczeniu na 1% spadku inflacji i w tym sensie użyteczny wskaźnik do analizy polityki gospodarczej. Szczególne zastosowanie współczynnik ten znajduje w polityce pieniężnej Stanów Zjednoczonych Ameryki, gdzie bank centralny ma za zadanie zarówno stabilizację cen jak i maksymalizację zatrudnienia.

## Czynniki wpływające na wielkość współczynnika poświęcenia
Głównymi czynnikami warunkującymi wartość współczynnika poświęcenia są tempo dezinflacji (im szybsze tym niższy współczynnik) oraz elastyczność płac (im bardziej elastyczne płace tym niższy współczynnik). Otwartość gospodarki nie ma wpływu na wielkość współczynnika, natomiast wpływ wyjściowego (początkowego) poziomu inflacji oraz polityki dochodowej jest niepewny.

## Przykładowe wartości współczynnika poświęcenia
- Australia: 1,00
- Francja: 0,75
- Japonia: 0,93
- Kanada: 1,50
- Niemcy: 2,92
- Szwajcaria: 1,57
- USA: 2,39
- Wielka Brytania: 0,79
- Włochy: 1,74[3]